# NHL 1939./40.
NHL-sezona 1939./40. je bila dvadesettreća sezona NHL-a. 7 momčadi odigrali su 48 utakmica. Pobjednik Stanleyjeva kupa je bila momčad New York Rangersa, koja je u finalnoj seriji pobijedila Toronto Maple Leafse s 4:2.
Prije početka sezone preminuo je novi trener Montreala Babe Siebert.
Krajem veljače se prvi put prikazala utakmica NHL-a na televiziji.  Utakmise se igrala u Madison Square Gardenu.

## Regularna sezona

### Ljestvica
Kratice: P = Pobjede, Po. = Porazi, N = Neriješeno, G= Golovi, PG = Primljeni Golovi, B = Bodovi
|                     | P  | Po. | N  | G   | PG  | B  |
| ------------------- | -- | --- | -- | --- | --- | -- |
| Boston Bruins       | 31 | 12  | 5  | 170 | 98  | 67 |
| New York Rangers    | 27 | 11  | 10 | 136 | 77  | 64 |
| Toronto Maple Leafs | 25 | 17  | 2  | 134 | 110 | 56 |
| Chicago Blackhawks  | 23 | 19  | 6  | 112 | 120 | 52 |
| Detroit Red Wings   | 16 | 26  | 6  | 91  | 126 | 38 |
| New York Americans  | 15 | 29  | 4  | 106 | 140 | 34 |
| Montreal Canadiens  | 10 | 33  | 5  | 90  | 168 | 25 |

### Najbolji strijelci
Kratice: Ut. = Utakmice, G = Golovi, A = Asistencije, B = Bodovi
| Igrač            | Momčad       | Ut. | G  | A  | B  |
| ---------------- | ------------ | --- | -- | -- | -- |
| Milt Schmidt     | Boston       | 48  | 22 | 30 | 52 |
| Woody Dumart     | Boston       | 48  | 22 | 21 | 43 |
| Bobby Bauer      | Boston       | 48  | 17 | 26 | 43 |
| Gordie Drillon   | Toronto      | 43  | 21 | 19 | 40 |
| Bill Cowley      | Boston       | 48  | 13 | 27 | 40 |
| Bryan Hextall    | NY Rangers   | 48  | 24 | 15 | 39 |
| Neil Colville    | NY Rangers   | 48  | 19 | 19 | 38 |
| Syd Howe         | Detroit      | 46  | 14 | 23 | 37 |
| Toe Blake        | Montreal     | 48  | 17 | 19 | 36 |
| Murray Armstrong | NY Americans | 48  | 16 | 20 | 36 |

## Doigravanje za Stanleyjev kup
Sve utakmice odigrane su 1940. godine. 
U prvom krugu prva i druga plasirana momčad regularne sezone u međusobnim susretima odlučuju o finalistu za Stanleyjev kup. Igrala se serija najbolji u sedam utakmica.  Treći i četvrti kao i peti i šesti regularne sezone odlučili su u seriji najbolji iz tri utakmica, tko ulazi u drugi krug. Pobjednici tih susreta su u međusobnom susretu odlučivali o drugom finalistu Stanleyevog Cupa. U drugom krugu se također igralo najbolji iz tri utakmica. U finalu se tražilo pobjednika u seriji najbolji iz sedam utakmica.

### Prvi krug
| New York Rangers vs. Boston Bruins                                           | New York Rangers vs. Boston Bruins | New York Rangers vs. Boston Bruins | New York Rangers vs. Boston Bruins | New York Rangers vs. Boston Bruins | New York Rangers vs. Boston Bruins |
| Datum                                                                        | Gostujuća momčad                   | Gostujuća momčad                   | Domaćin                            | Domaćin                            |                                    |
| ---------------------------------------------------------------------------- | ---------------------------------- | ---------------------------------- | ---------------------------------- | ---------------------------------- | ---------------------------------- |
| 19. ožujka                                                                   | Boston                             | 0                                  | 4                                  | NY Rangers                         |                                    |
| 21. ožujka                                                                   | NY Rangers                         | 2                                  | 4                                  | Boston                             |                                    |
| 24. ožujka                                                                   | NY Rangers                         | 3                                  | 4                                  | Boston                             |                                    |
| 26. ožujka                                                                   | Boston                             | 0                                  | 1                                  | NY Rangers                         |                                    |
| 28. ožujka                                                                   | NY Rangers                         | 1                                  | 0                                  | Boston                             |                                    |
| 30. ožujka                                                                   | Boston                             | 1                                  | 4                                  | NY Rangers                         |                                    |
| NY Rangersi pobjeđuje seriju s 4:2 i kvalificira se finale Stanleyevog Cupa. |                                    |                                    |                                    |                                    |                                    |

| Toronto Maple Leafs vs. Chicago Blackhawks                       | Toronto Maple Leafs vs. Chicago Blackhawks | Toronto Maple Leafs vs. Chicago Blackhawks | Toronto Maple Leafs vs. Chicago Blackhawks | Toronto Maple Leafs vs. Chicago Blackhawks | Toronto Maple Leafs vs. Chicago Blackhawks | Toronto Maple Leafs vs. Chicago Blackhawks |
| Datum                                                            | Gostujuća momčad                           | Gostujuća momčad                           | Domaćin                                    | Domaćin                                    | Bilješke                                   |                                            |
| ---------------------------------------------------------------- | ------------------------------------------ | ------------------------------------------ | ------------------------------------------ | ------------------------------------------ | ------------------------------------------ | ------------------------------------------ |
| 19. ožujka                                                       | Chicago                                    | 2                                          | 3                                          | Toronto                                    | OT°                                        |                                            |
| 21. ožujka                                                       | Toronto                                    | 2                                          | 1                                          | Chicago                                    |                                            |                                            |
| Toronto pobjeđuje seriju s 2:0 i kvalificiraju se za drugi krug. |                                            |                                            |                                            |                                            |                                            |                                            |

| Detroit Red Wings vs. New York Americans                       | Detroit Red Wings vs. New York Americans | Detroit Red Wings vs. New York Americans | Detroit Red Wings vs. New York Americans | Detroit Red Wings vs. New York Americans | Detroit Red Wings vs. New York Americans | Detroit Red Wings vs. New York Americans |
| Datum                                                          | Gostujuća momčad                         | Gostujuća momčad                         | Domaćin                                  | Domaćin                                  | Bilješke                                 |                                          |
| -------------------------------------------------------------- | ---------------------------------------- | ---------------------------------------- | ---------------------------------------- | ---------------------------------------- | ---------------------------------------- | ---------------------------------------- |
| 19. ožujka                                                     | NY Americans                             | 1                                        | 2                                        | Detroit                                  | OT°                                      |                                          |
| 22. ožujka                                                     | Detroit                                  | 4                                        | 5                                        | NY Americans                             |                                          |                                          |
| 24. ožujka                                                     | NY Americans                             | 1                                        | 3                                        | Detroit                                  |                                          |                                          |
| Detroit pobjeđuje seriju s 2:1 i kvalificira se za drugi krug. |                                          |                                          |                                          |                                          |                                          |                                          |

### Drugi krug
| Toronto Maple Leafs vs. Detroit Red Wings                                   | Toronto Maple Leafs vs. Detroit Red Wings | Toronto Maple Leafs vs. Detroit Red Wings | Toronto Maple Leafs vs. Detroit Red Wings | Toronto Maple Leafs vs. Detroit Red Wings | Toronto Maple Leafs vs. Detroit Red Wings |
| Datum                                                                       | Gostujuća momčad                          | Gostujuća momčad                          | Domaćin                                   | Domaćin                                   |                                           |
| --------------------------------------------------------------------------- | ----------------------------------------- | ----------------------------------------- | ----------------------------------------- | ----------------------------------------- | ----------------------------------------- |
| 28. ožujka                                                                  | Detroit                                   | 1                                         | 2                                         | Toronto                                   |                                           |
| 30. ožujka                                                                  | Toronto                                   | 3                                         | 1                                         | Detroit                                   |                                           |
| Toronto pobjeđuje seriju s 2:0 i kvalificira se za finale Stanleyevog Cupa. |                                           |                                           |                                           |                                           |                                           |

### Finale Stanleyevog Cupa
| New York Rangers vs. Toronto Maple Leafs                      | New York Rangers vs. Toronto Maple Leafs | New York Rangers vs. Toronto Maple Leafs | New York Rangers vs. Toronto Maple Leafs | New York Rangers vs. Toronto Maple Leafs | New York Rangers vs. Toronto Maple Leafs | New York Rangers vs. Toronto Maple Leafs |
| Datum                                                         | Gostujuća momčad                         | Gostujuća momčad                         | Domaćin                                  | Domaćin                                  | Bilješke                                 |                                          |
| ------------------------------------------------------------- | ---------------------------------------- | ---------------------------------------- | ---------------------------------------- | ---------------------------------------- | ---------------------------------------- | ---------------------------------------- |
| 2. travnja                                                    | Toronto                                  | 1                                        | 2                                        | NY Rangers                               | OT°                                      |                                          |
| 3. travnja                                                    | Toronto                                  | 2                                        | 6                                        | NY Rangers                               |                                          |                                          |
| 6. travnja                                                    | NY Rangers                               | 1                                        | 2                                        | Toronto                                  |                                          |                                          |
| 9. travnja                                                    | NY Rangers                               | 0                                        | 3                                        | Toronto                                  |                                          |                                          |
| 11. travnja                                                   | NY Rangers                               | 2                                        | 1                                        | Toronto                                  | OT°                                      |                                          |
| 13. travnja                                                   | NY Rangers                               | 3                                        | 2                                        | Toronto                                  | OT°                                      |                                          |
| NY Rangersi pobjeđuju seriju s 4:2 i osvajaju Stanleyjev kup. |                                          |                                          |                                          |                                          |                                          |                                          |

°OT = Produžeci

### Najbolji strijelac doigravanja
Kratice: Ut. = Utakmice, G = Golovi, A = Asistencije, B = Bodovi
| Igrač         | Momčad     | Ut. | G | A | B |
| ------------- | ---------- | --- | - | - | - |
| Phil Watson   | NY Rangers | 12  | 3 | 6 | 9 |
| Neil Colville | NY Rangers | 12  | 2 | 7 | 9 |

## Nagrade NHL-a
| Art Ross Trophy:           | Milt Schmidt, Boston Bruins         |
| Hart Memorial Trophy:      | Ebbie Goodfellow, Detroit Red Wings |
| O'Brien Trophy:            | Toronto Maple Leafs                 |
| Prince of Wales Trophy:    | Boston Bruins                       |
| Calder Memorial Trophy:    | Kilby MacDonald, New York Rangers   |
| Lady Byng Memorial Trophy: | Bobby Bauer, Boston Bruins          |
| Vezina Trophy:             | Dave Kerr, New York Rangers         |

### All Stars momčad
| Prva momčad                         | Pozicija        | Druga momčad                      |
| ----------------------------------- | --------------- | --------------------------------- |
| Dave Kerr, New York Rangers         | vratar          | Frank Brimsek, Boston Bruins      |
| Dit Clapper, Boston Bruins          | obrambeni igrač | Art Coulter, New York Rangers     |
| Ebbie Goodfellow, Detroit Red Wings | obrambeni igrač | Earl Seibert, Chicago Black Hawks |
| Milt Schmidt, Boston Bruins         | centar          | Neil Colville, New York Rangers   |
| Bryan Hextall, New York Rangers     | desni napadač   | Bobby Bauer, Boston Bruins        |
| Toe Blake, Montreal Canadiens       | lijevi napadač  | Woody Dumart, Boston Bruins       |
| Paul Thompson, Chicago Black Hawks  | trener          | Frank Boucher, New York Rangers   |

## Vanjske poveznice
- Hacx.de: Sve ljestvice NHL-a  Arhivirana inačica izvorne stranice od 24. siječnja 2008. (Wayback Machine)